# Pteragogus enneacanthus
Pteragogus enneacanthus es una especie de peces de la familia Labridae en el orden de los Perciformes.

## Morfología
Los machos pueden llegar alcanzar los 15 cm de longitud total.

## Distribución geográfica
Se encuentra desde Indonesia hasta el Mar del Coral, Guam, el sudeste de Australia y Tonga.